# Lawson Robertson
Lawson N. Robertson, född 23 september 1883 i Aberdeen i Skottland, död 22 januari 1951 i Pennsylvania, var en amerikansk friidrottare och friidrottstränare. Robertson tog OS-brons i stående höjdhopp i samband med olympiska sommarspelen 1904 i Saint Louis. Dessutom tog han silver i stående höjdhopp och brons i stående längdhopp i extraspelen i Aten 1906.